# Chiesa cimiteriale di San Pietro in Vincoli
La chiesa di San Pietro in Vincoli è una chiesa risalente all'XI secolo che sorge nel cimitero di Issiglio, in provincia di Torino. Conserva affreschi del XV secolo che sono stati riscoperti sotto varie imbiancature.

## Storia
La chiesa venne costruita verosimilmente verso l'anno Mille; attestano la vetustà della sua architettura l'abside romanica decorata da archetti pensili (in parte celati oggi da una costruzione funeraria edificata proprio a ridosso della chiesa).
È stata sino al 1696 chiesa parrocchiale anche per il vicino comune di Vidracco. Con la separazione delle due parrocchie, si decise di costruire in Issiglio una nuova chiesa che conservò la dedicazione a San Pietro in vincoli, la rappresentazione dell'apostolo Pietro in catene, a seguito della sua prigionia. Da allora la chiesa ha mantenuto solamente la funzione di cappella cimiteriale.

## Gli affreschi
Solo recenti lavori di discialbo hanno portato alla luce dipinti quattrocenteschi che sono tuttora oggetto di consolidamento e di restauro.

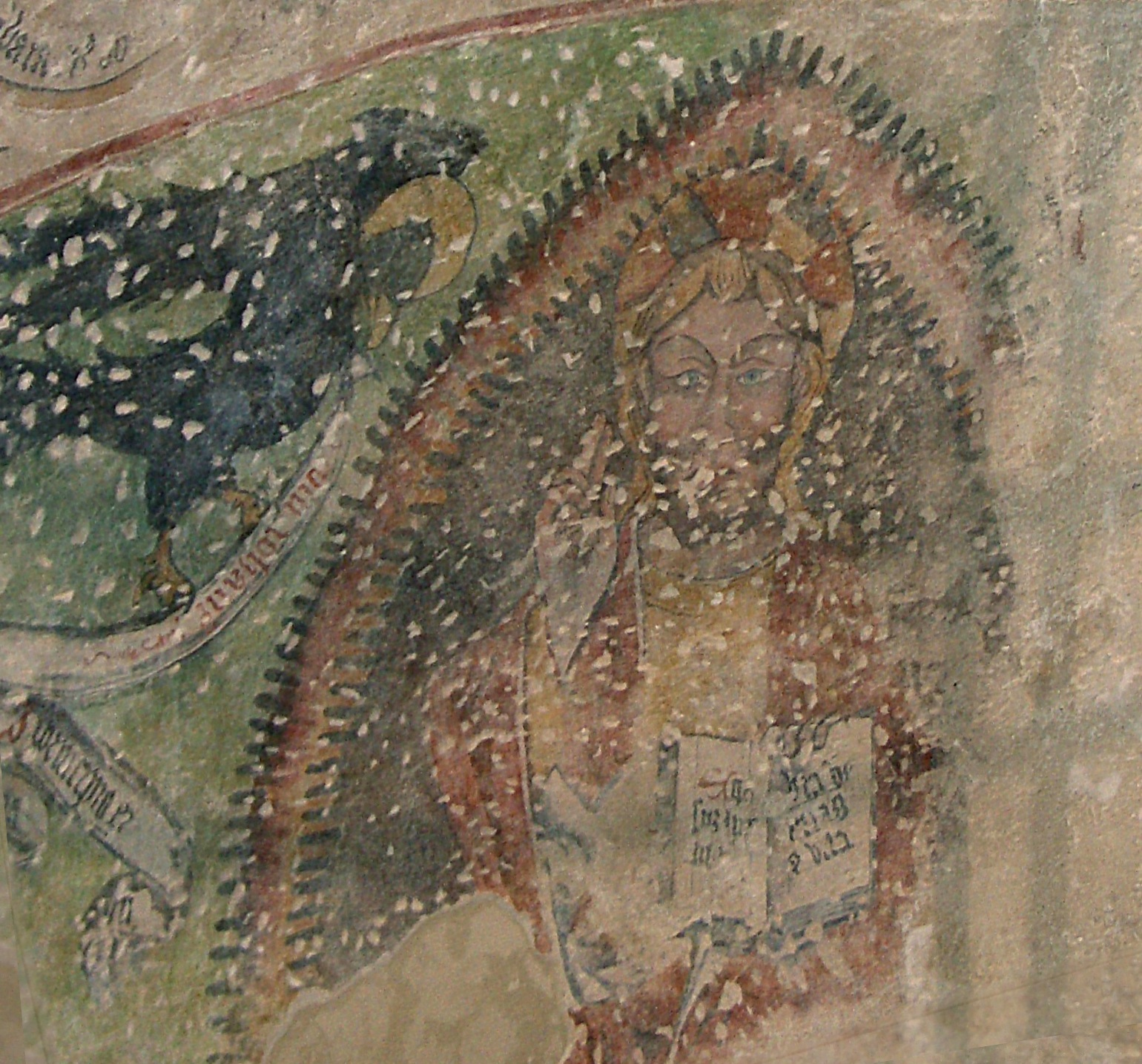
Affreschi dell'abside, Cristo benedicente ed un segno del Tetramorfo

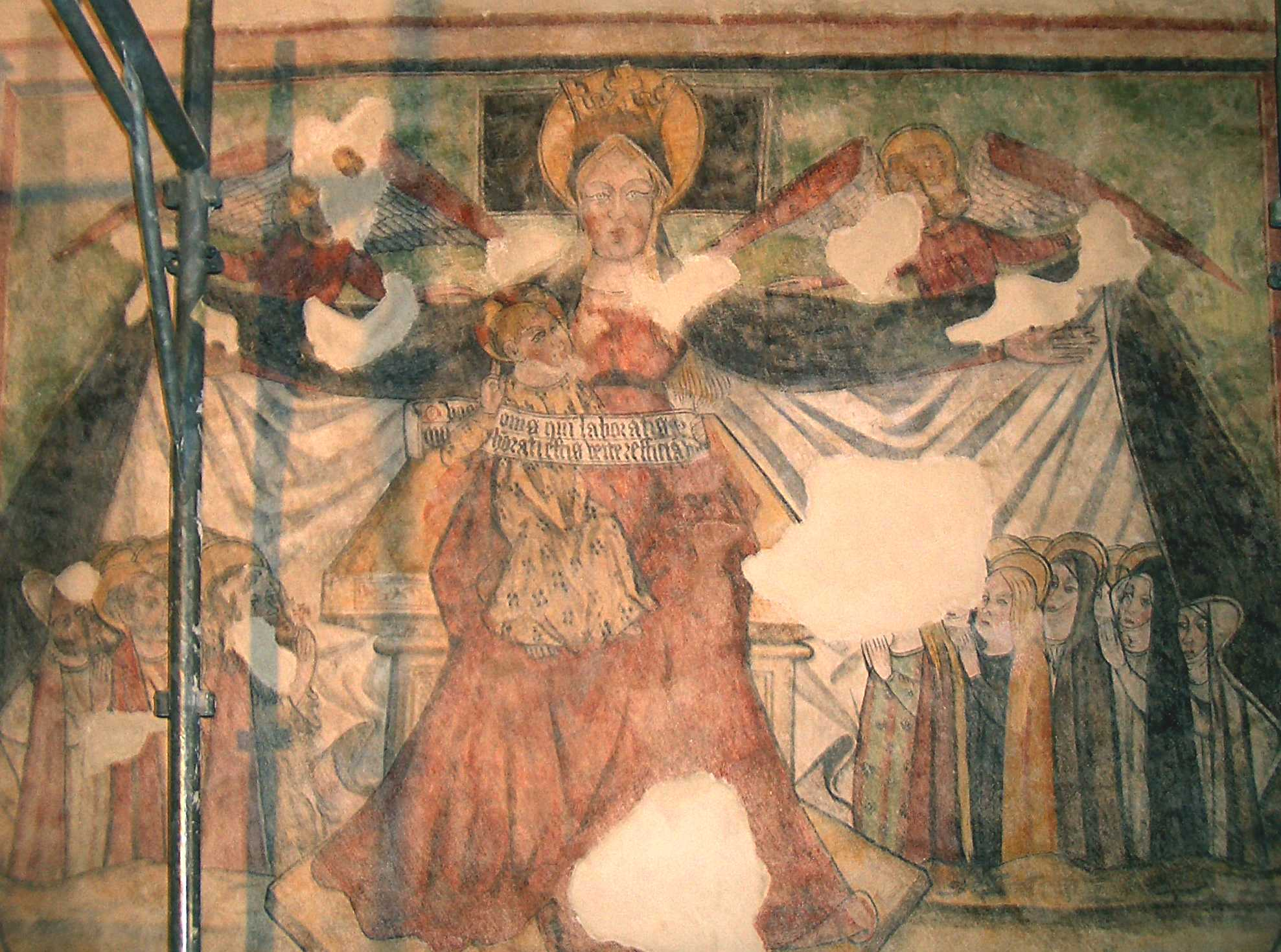
Il restauro in corso della Madonna della Misericordia

I dipinti sono ormai alquanto danneggiati, ma i lavori di restauro sinora compiuti sono serviti a restituire loro una sufficiente leggibilità.
Secondo la usuale iconologia di origine romanica, nel catino dell'abside troviamo affrescata la figura del Cristo benedicente, posto in una mandorla di luce, reggente nella sinistra un libro aperto con la scritta: Ego sum lux mundi. Via, Veritas et Vita ("Io sono la luce del mondo. Via, Verità e Vita"), e circondato dai simboli del Tetramorfo, la rappresentazione simbolica dei quattro vangeli, e affiancato dalla Madonna e da un'altra figura danneggiata (forse san Giovanni o la Maddalena). La fascia inferiore dell'abside, usualmente raffigurante la teoria degli Apostoli posti a semicerchio, è irrimediabilmente compromessa.
L'arco santo – sempre in omaggio ai tradizionali canoni iconologici – reca la raffigurazione dell'Angelo annunziante e della Vergine annunziata: solo quest'ultima è ancora sufficientemente ben conservata, con la Vergine che legge il libro di Isaia, con le mani al petto, mentre è raggiunta dalla colomba dello Spirito Santo portata da raggi di luce. Il registro inferiore dell'arco santo è quasi del tutto illeggibile: si intuisce solo la figura di un vescovo benedicente. Nel sottarco si rilevano più distintamente personaggi vestiti in abiti quattrocenteschi (forse sibille e profeti)
Sulla parete laterale destra della chiesa è posto un grande affresco con la Madonna della Misericordia, raffigurata secondo una iconografia assai inconsueta. Sotto il manto sorretto da due angeli la Madonna accoglie - com'è tipico di tale raffigurazione mariana - tutti coloro che la invocano, gli uomini alla sua destra e le donne a sinistra. Solitamente tuttavia la Madonna è rappresentata in piedi, senza il Bambino: qui invece la Madonna è assisa su un trono e tiene in braccio il Bambino, che, a sua volta, è colto in atto benedicente, mentre regge un cartiglio scritto con caratteri gotici, dove si legge una citazione di Luca, 11, 28: O vos omnes, qui laboratis et qui honerati estis, venite, reficiam vos ("O voi tutti, che siete affaticati ed oppressi, venite a me, e io vi ristorerò"). Inoltre i personaggi accolti sotto il manto sono inconsuetamente posti su due registri, mettendo così in contrasto i santi (registro superiore) con le persone ancora in vita, scelti a rappresentare dei diversi ceti sociali (notiamo un papa, un cardinale, signori, religiosi e religiose), essendo la loro caducità terrena simboleggiata da un teschio.
Si ignora chi possa essere l'autore chiamato ad eseguire gli affreschi in questa chiesa sperduta della Valchiusella, un artista che si esprime in un linguaggio gotico non privo di qualità artistiche .
Le sopracciglia marcatamente inarcate, il taglio degli occhi, la fissità dello sguardo, ma anche la forma del naso e delle labbra fanno supporre che si tratti dello stesso pittore che ha eseguito gli affreschi (anch'essi recentemente riportati alla luce) della parrocchiale di San Giovanni a Torre Canavese. Si tratterebbe dunque di un artista attivo nella seconda metà del XV secolo, non ancora sufficientemente studiato dalla critica, a testimonianza della varietà delle culture pittoriche che si incontrarono in quel tempo in terra di Canavese.

## Galleria d'immagini

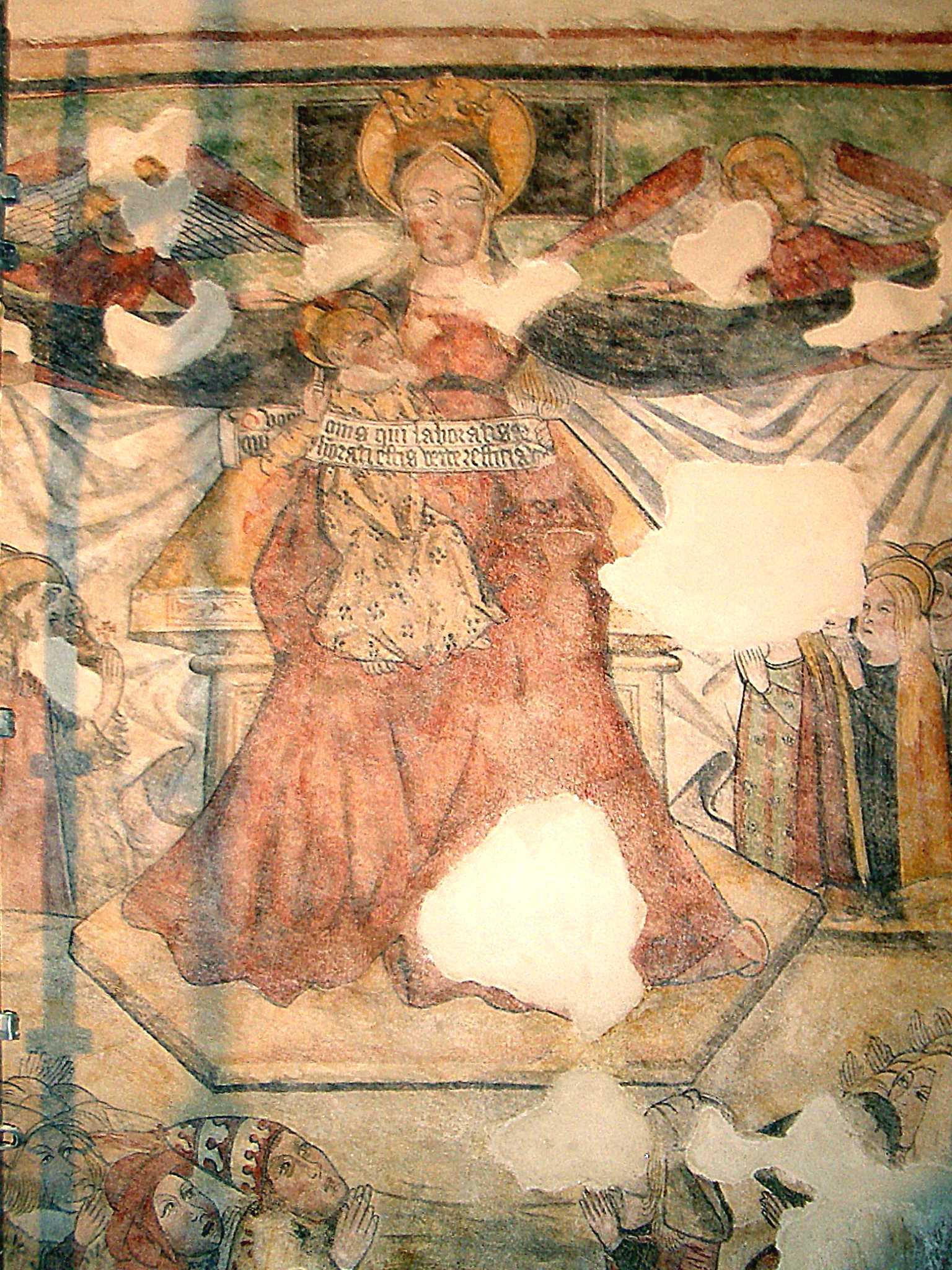
Madonna della Misericordia, dettaglio
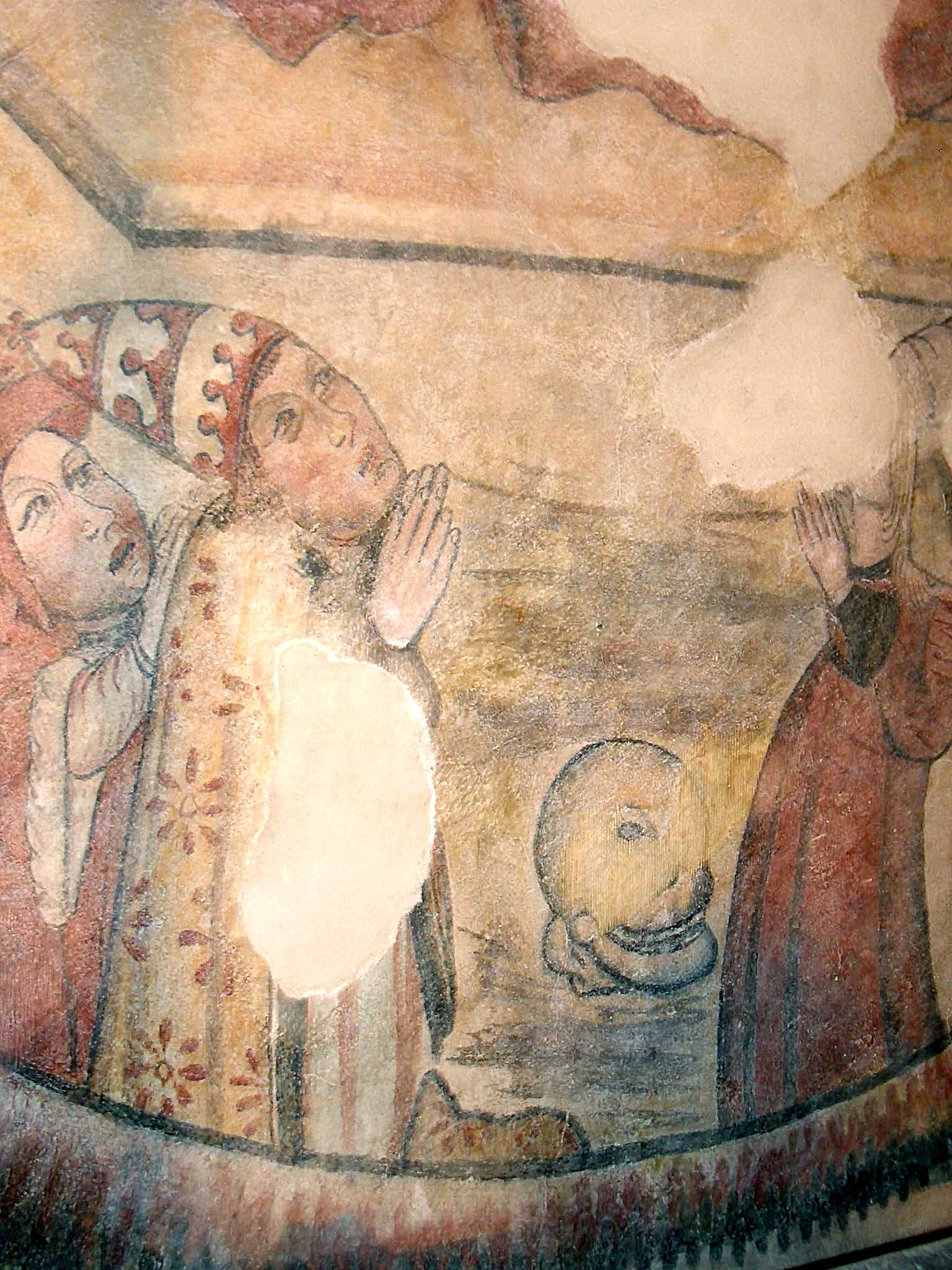
Madonna della Misericordia, dettaglio